# ムハンマド・ウルド・アブデルアズィーズ
ムハンマド・ウルド・アブデルアズィーズ（アブデル・アズィーズ、アブドル・アジズ、Mohamed Ould Abdel Aziz、Muhammad Al-‘Aziz、Ould Abdelaziz、1956年12月20日 - ）は、モーリタニアの軍人・政治家。元大統領警護隊長。2008年にクーデターで実権を握り、2009年の大統領選で当選し、同年より大統領を2期10年務めた。大統領としては第4代、国家元首としては第10代に該当する。

## 経歴
2005年8月、マーウイヤ・ウルド・シディ・アハメド・タヤ大統領を打倒したクーデターで指導的役割を果たした。2008年8月、再びクーデターを主導し、シディ・モハメド・ウルド・シェイク・アブダライら政府首脳を拘束した。クーデター後、アブデルアズィーズは、高等国家評議会議長 に就任し、高等国家評議会は、公正で透明な大統領選挙を早期に実施し、新しい政治の転換を表明した。
2009年6月に実施される大統領選に出馬するため、同年4月に高等国家評議会議長を辞任。軍の影響力の強い新党共和国連合(UPR)を結成し、6月の大統領選で当選。8月に第4代大統領に就任し、形式的な民政移管を果たした。
2012年10月13日には訪問先から首都ヌアクショットへ車で戻る途中、沿道に配置された軍部隊により誤射され軽傷を負う事件が発生している。2014年の大統領選挙で再選。2019年の大統領選挙では最側近のモハメド・ウルド・ガズワニが当選し、8月1日に大統領を退いた。
2020年7月9日、ガズワニ政権は調査委員会を招集しアブデルアズィーズ政権の財政問題の調査を実施し、石油収入や国有財産の売却、国営企業の清算などで不審な点が多数発見される。同年8月、アブデルアズィーズはパスポートを没収されヌアクショットに拘留された。2021年3月11日、アブデルアズィーズは元側近ら10人と共に汚職容疑で起訴された。2023年10月、検察はアブデルアズィーズの財産の没収と懲役20年を求刑した。
2025年2月25日、検事総長は、在任中に公金横領と不正蓄財の罪に問われているモハメド・ウルド・アブデルアジズに対し、控訴審で懲役20年を求刑した。